# غلين فلير
غلين فلير Glenn Flear (ولد في 12 فبراير 1959 في ليسستر في إنجلترا) لاعب شطرنج إنجليزي يحمل لقب أستاذ كبير.

## حياته
- يعيش حالياً في مدينة مونبيلييه في فرنسا.

## كتيه
- ألف عدة كتب بعضها عن افتتاحيات الشطرنج ونهايات اللعب.

## ألقاب
- نال لقب أستاذ دولي عام 1983، ولقب أستاذ كبير عام 1987.

## إنجازات
- مثل بلاده في أولمبياد دبي 1986، وبطولة فرق أوروبا للشطرنج عام 2003.

## روابط خارجية
- غلين فلير على موقع الاتحاد الدولي للشطرنج (الإنجليزية)
- غلين فلير على موقع مباريات الشطرنج (الإنجليزية)
- غلين فلير على موقع 365Chess.com (الإنجليزية)
- غلين فلير على موقع Chesstempo.com (الإنجليزية)
- غلين فلير سجل أولمبياد الشطرنج على موقع OlimpBase.org (الإنجليزية)